# Miguel Ángel Revilla
Miguel Ángel Revilla Roiz (Salceda, 23 gennaio 1943) è un politico spagnolo, presidente della comunità autonoma della Cantabria dal 2003 al 2011 e dal 2015 al 2023, nonché leader del Partito Regionalista di Cantabria.

## Biografia
Nel 1976 ha fondato l'Associazione per la difesa degli interessi della Cantabria (ADIC), un'organizzazione pioniera nella difesa dell'autonomia della Cantabria, e in seguito il Partito regionalista della Cantabria (RPC), fondato nel 1978. 
Durante il quarto congresso regionale, il 20 marzo 1988, Miguel Ángel Revilla è stato eletto per la prima volta segretario generale, posizione che da allora ha occupato ininterrottamente, con la ratifica dei successivi congressi, tenutisi il 9 novembre 1991, il 13 novembre 1994, l'8 novembre 1998 e il 17 novembre 2002.
Ha occupato la Vicepresidenza e il Ministero dei lavori pubblici nel governo della Cantabria nelle legislature del 1995-1999 e 1999-2003. 
Nelle elezioni regionali del 25 maggio 2003 il suo partito ha ottenuto il più alto aumento di voti: il 60% in più rispetto alle precedenti elezioni. Il 27 giugno 2003, nonostante il suo partito sia stato il terzo più votato, Miguel Ángel Revilla, dopo una coalizione con il Partito Socialista Operaio Spagnolo (PSOE), è stato scelto come presidente della Cantabria. Nelle elezioni del 27 maggio 2007, il PRC è salito al secondo posto, con il risultato che di nuovo ha dato loro abbastanza posti per formare una coalizione con il PSOE, essendo stato rieletto nel giugno dello stesso anno come presidente. 
Nelle elezioni del 22 maggio 2011, il PRC è stato il secondo partito, ma il Partito Popolare (PP) ha ottenuto la maggioranza assoluta. 
Nelle elezioni del 23 maggio 2015, il PP ha perso la maggioranza assoluta e la RPC è rimasta la seconda parte; Revilla è stato eletto nuovamente presidente con il sostegno del PSOE.